# Berlin Mathematical School
Die Berlin Mathematical School (BMS) ist eine gemeinsame Graduiertenschule der Berliner Universitäten: der Freien Universität Berlin (FU Berlin), der Technischen Universität Berlin (TU Berlin) und der Humboldt-Universität zu Berlin (HU Berlin).
Gegründet wurde sie im Juni 2006 und im Oktober 2006 wurde sie in der 1. Runde der Exzellenzinitiative von Bund und Ländern als Graduiertenschule ausgezeichnet. 2012 wurde die BMS auch in die 2. Programmphase der Exzellenzinitiative aufgenommen. Am 15. Juni 2012 wurde die BMS auch in die 2. Förderperiode der Exzellenzinitiative aufgenommen. Seit 2019 ist die BMS die Graduiertenschule im Exzellenzcluster MATH+, welcher im Rahmen der Exzellenzstrategie des Bundes und der Länder als Exzellenzcluster gefördert wird. Geleitet wird die BMS von John M. Sullivan (TU Berlin),  Jürg Kramer (HU Berlin) und Holger Reich (FU Berlin).

## Ziele
Die BMS hat sich zum Ziel gesetzt, Berliner Forscher und Studierende aus den verschiedenen Bereichen der Mathematik zusammen und internationale Wissenschaftler sowie Promovierende nach Berlin zu bringen.
Neben dem Streben nach wissenschaftlicher Exzellenz, verfolgt die BMS folgende Ziele: Internationalität, Diversität sowie Chancengleichheit für alle Geschlechter. Die BMS bietet Studierenden wie Wissenschaftlern exzellente Forschungsbedingungen in einer liberalen Arbeitsatmosphäre. Für die Zukunft strebt die BMS einen Frauenanteil von 50 % an.
Mathematik umfasst viele Bereiche, die herkömmlich in „reine“ oder „angewandte“ Mathematik unterschieden werden. Die Berlin Mathematical School trifft diese Unterscheidung nicht, sondern hat die Forschungsbereiche in sieben Gruppen gegliedert, die jeweils einen weiten, aber zusammenhängenden Bestandteil der Mathematik abbilden.

## Kooperationen
Die Studenten der BMS können die Berliner Mathematik-Forschungslandschaft auf unterschiedliche Weise für ihre Ausbildung nutzen. Sie haben Zugang zu Seminaren, Workshops und Vorlesungen in englischer Sprache an den Berliner Universitäten (FU Berlin, HU Berlin und TU Berlin) wie auch zu Veranstaltungen, die bei den Kooperationspartnern der BMS stattfinden. Dazu gehören neben den mathematischen Instituten der drei Universitäten drei Graduiertenkollegs, zwei internationale Max Planck Research Schools, das DFG-Forschungszentrum Matheon, der Sonderforschungsbereich „Raum – Zeit – Materie“, die Sonderforschungsbereiche „Discretization in Geometry and Dynamics“ und „Skalenkaskaden in komplexen Systemen“, das Zuse Institute Berlin (ZIB), das Weierstraß-Institut für Angewandte Analysis und Stochastik (WIAS) und das Einstein Center Mathematics (ECMath).

## Promotion in Mathematik
Das Promotionsprogramm an der BMS führt die Studierenden in vier bis fünf Jahren zur Promotion.
Mit einem Bachelor in Mathematik oder einen vergleichbaren Abschluss kann man sich direkt für die BMS Phase I bewerben. Über diesen Weg absolvieren die Studierenden innerhalb von 3 bis 4 Semestern Kurse auf Master-Niveau. Nach erfolgreicher Prüfung, dem sogenannten Qualifying Exam, rücken sie in die BMS Phase II, die Dissertationsphase.
Um sich direkt für die BMS Phase II zu bewerben, müssen Studierende einen Master in Mathematik oder einen vergleichbaren Abschluss vorweisen können. Sie starten dann direkt mit ihrem eigentlichen Promotionsprojekt. Von diesen Bewerbern wird erwartet, dass sie bei ihrer Bewerbung bereits eine feste Vorstellung vom Themengebiet ihrer Dissertation haben.

## MATH+ Fridays
Der BMS Friday ist ein Kolloquium, das jeden zweiten Freitag in der Vorlesungszeit im BMS Loft in der Urania stattfindet. Hierzu lädt die BMS nationale und internationale Mathematiker ein, um ihre Forschungsgebiete vorzustellen. Zu den BMS Fridays gehören "What is...?"-Seminare sowie „Tea&Cookies“ vor jedem Vortrag.